# U-262
Unterseeboot 262 foi um submarino alemão do Tipo VIIC, pertencente a Kriegsmarine que atuou durante a Segunda Guerra Mundial.

## Comandantes
| Comandante                | Data                                           |
| ------------------------- | ---------------------------------------------- |
| Günter Schiebusch         | 15 de abril de 1942 - 26 de outubro de 1942    |
| Oblt. Siegfried Atzinger  | setembro de 1942 - outubro de 1942             |
| Kptlt. Heinz Franke       | 26 de outubro de 1942 - 25 de janeiro de 1944  |
| Oblt. Helmut Wieduwilt    | 25 de janeiro de 1944 - 24 de novembro de 1944 |
| Kptlt. Karl-Heinz Laudahn | 25 de novembro de 1944 - 2 de abril de 1945    |

## Subordinação
Durante o seu tempo de serviço, esteve subordinado às seguintes flotilhas:
| Período                                       | Flotilha                                  |
| --------------------------------------------- | ----------------------------------------- |
| 15 de abril de 1942 - 30 de setembro de 1942  | 5. Unterseebootsflottille (treinamento)   |
| 1 de outubro de 1942 - 9 de novembro de 1944  | 3. Unterseebootsflottille (serviço ativo) |
| 10 de novembro de 1944 - 2 de abril de 1945 3 | 3. Unterseebootsflottille (serviço ativo) |

## Operações conjuntas de ataque
O U-262 participou das seguinte operações de ataque combinado durante a sua carreira:
- Rudeltaktik Kreuzotter (15 de novembro de 1942 - 22 de novembro de 1942)
- Rudeltaktik Drachen (22 de novembro de 1942 - 26 de novembro de 1942)
- Rudeltaktik Landsknecht (19 de janeiro de 1943 - 28 de janeiro de 1943)
- Rudeltaktik Pfeil (1 de fevereiro de 1943 - 7 de fevereiro de 1943)
- Rudeltaktik sem nome (15 de abril de 1943 - 18 de abril de 1943)
- Rudeltaktik Schill (25 de outubro de 1943 - 16 de novembro de 1943)
- Rudeltaktik Schill 1 (16 de novembro de 1943 - 22 de novembro de 1943)
- Rudeltaktik Weddigen (22 de novembro de 1943 - 29 de novembro de 1943)
- Rudeltaktik Preussen (22 de fevereiro de 1944 - 22 de março de 1944)